# De tre vännerna och Jerry
De tre vännerna och Jerry är en svensk-brittisk-tysk animerad komediserie, skapad av Magnus Carlsson. Den var Happy Lifes första fullängdsserie och har producerats i två säsonger; 1998 och 1999. I Sverige sändes premiäravsnittet för första gången den 22 januari 1999, och har sedan dess gått i repris både på SVT1 och Barnkanalen. Totalt omfattar serien 39 avsnitt på 24 minuter och den har distribuerats till över 100 länder.
Det har även publicerats en illustrerad barnbok med De tre vännerna och Jerry, skriven av Magnus Carlsson.
Serien handlar om pojkgäng i mellanstadieåldern bestående av ledaren Frank samt Tomas och Erik (de tre vännerna) samt Jerry som är nyinflyttad och gärna skulle vilja vara med i gänget. Men hans pappa är en vältränad "mördarmaskin", gymnastiklärare, som kan slå till när som helst. De tre vännerna vill dock inte riktigt vara vänner med Jerry och uppför sig därför ofta illa mot honom. Ett tjejgäng bestående Linda, Mimmi och Tess spelar en central roll i serien.

## Rollfigurer
- Frank är ledaren i killgänget och kännetecknas av sitt rakade huvud samt att han har ett extremt hett temperament. Han går alltid klädd i blå t-shirt med en gul 1:a på och svarta byxor. Frank är kär i sin kusin Linda som är ledare för tjejgänget.

- Jerry är nyinflyttad i området och vill gärna vara med i de tre vännernas gäng men får sällan det. Jerry är ganska påhittig och kommer ofta med idéer som Frank ibland tycker verkar smarta, men som i slutändan brukar innebära stora problem för honom. Han är mest troligt också kär i Linda. Jerry har kort blont hår och två stora framtänder som sticker ut, och klär sig i gul långtröja och blåa byxor. Jerrys pappa är muskulös, sportintresserad och har en dominant attityd, medan hans mamma är väldigt försiktig av sig.

- Erik är medlem i gänget "De tre vännerna". Han har långt hår och är intresserad av fotboll, vilket man kan ana eftersom han alltid har fotbollsskor på sig. Erik har sällan en framträdande roll utan gör mest som Frank säger.

- Thomas är medlem i gänget "De tre vännerna". Han har alltid på sig sin gröna keps för att dölja sin flintskallighet. Thomas är oftast den som först säger emot Frank när han går för långt.

- Linda är ledare för tjejgänget och är enligt Frank mycket söt. Hon är fixerad av smink, mode och skönhet. Hon är väldigt kär i Tony. Linda anser ofta att Franks gäng är barnsligt, men går ibland med på att tillbringa tid med dem om hon vinner något på det. Hon brukar exempelvis slå vad med Frank om olika saker, där Frank vinner en dejt med henne, medan hon själv vinner exempelvis pengar. Det är ofta Linda som vinner vaden.

- Mimmi är medlem i tjejgänget. Hennes familj är troligtvis den rikaste i staden.

- Tess är medlem i tjejgänget. Hon känns igen på sitt hårspänne som hon jämt bär. Hon har ingen framträdande roll i serien. Hon har en äldre bror som heter Tony. Hon är hemligt kär i Erik.

- Tony är Tess storebror som gillar hårdrock, mopeder och tjejer (även grodor i ett avsnitt). Han är flera år äldre än barnen i kill- och tjejgänget.

- Roy är Mimmis pappa. Han äger stadens enda livsmedelsbutik och är därmed rikast i staden.

- Justus Brynolfsson är Jerrys granne. Han sitter mest och dricker öl vilket Jerrys pappa ogillar. Han är även gift med Ingrid som är stadens "feministiska kulturtant".

- Fylle-Oskar är stadens fyllbult som ibland brukar skrämma barnen. Han har bara en sko och vinglar när han går. I ett avsnitt får man se honom innan han blev alkoholist.

- Dick är byns till synes väldigt gudfruktiga präst som vill fostra barnen, och även Fylle-Oskar, till goda medborgare. I hemlighet spelar han anden i glaset, tittar på skräckfilmer och lyssnar på aggressiv hårdrock, trots att han i offentlig talan fördömer sådant.

- Monika sitter i kassan i affären. Hon har i flera avsnitt ett förhållande med Tony.

## Svenska röster i urval
- Krister Henriksson - Berättaren
- Sean Bussoli - Frank
- Calle Waldekranz - Erik
- Robby Johansson - Thomas
- Viktor Birath (Säsong 1-2) Joakim Beutler (säsong 3) - Jerry
- Gunilla Orvelius - Jerrys mamma
- Rolf Skoglund - Jerrys pappa
- Nick Atkinson - Tony
- Gabriella Wegdell - Linda
- Louise Raeder - Franks mamma
- Steve Kratz - Franks Pappa
- Hasse Andersson - Fylle-Oskar
- Anna Pettersson - Skolfröken
- Anders Mårtensson - Roy
- Gunnar Uddén - Prästen
- Dick Eriksson -, rödhårig polis
- Fredrik Dolk - Medlem av Dirty Älgers, TV-reportern
- Linnéa Hincks/Jasmine Heikura - Mimmi
- Sara Berling - Tess
- Claire Wikholm - Ingrid Brynolfsson
- Andreas Nilsson/Dick Eriksson - Kalle Kofot
- Helena af Sandeberg - Monika

Övriga Röster:

- Johan Halldén
- Johan Wahlström
- Annelie Berg
- Anton Olofsson
- Ludwig Berling
- Jeanette Tonerhave
- Joakim Beutler
- Annika Barklund
- Reine Brynolfsson
- Ewamaria Björkström
- Leo Hallerstam
- Gabriel Odenhammar
- Ulf Larsson
- Jasmine Heikura
- Jesper Gross
- Robby Johansson
- Leigh Norén
- Johan Donner
- Tomas Laustiola
- Irene Lindh
- Andreas Nilsson
- Jan Simonsson
- Anders Mårtensson
- Anna Pettersson
- Torsten Wahlund
- Staffan Hallerstam
- Bert-Åke Varg
- Calle Waldekranz
- Olga Waldekranz
- Gunilla Orvelius
- Mikael Syrén
- Hans Wahlgren
- Anders Öjebo
- Roger Storm
- Jeremy Wan
- Dennis Guldstrand
- Johan Hedenberg